# Xian Zhang
Xian Zhang (chinesisch 张弦, Pinyin Zhāng Xián; * 1973 in Dandong, Provinz Liaoning, Volksrepublik China) ist eine chinesisch-amerikanische Dirigentin.

## Leben
Xian Zhang studierte Dirigieren am Zentralen Musikkonservatorium in Peking. Ihr Debüt als Dirigentin gab sie 1992 mit dem Orchester der Chinesischen Nationaloper bei Mozarts Le nozze di Figaro. 1998 übersiedelte sie in die USA, wo sie ihre Studien am College-Conservatory of Music Cincinnati fortsetzte. 2002 gewann sie einen der beiden ersten Preise bei der Maazel-Vilar Conductors’ Competition, begann bei den New Yorker Philharmonikern, stand dort 2004/2005 erstmals am Pult des Orchesters und wurde 2005 assoziierte Dirigentin.
2005 bis 2007 wirkte sie als Musikdirektorin am Sioux City Symphony Orchestra, 2009 bis 2016 stand sie als Musikdirektorin an der Spitze des Orchestra Sinfonica di Milano Giuseppe Verdi.
Seit 2016 ist sie Chefdirigentin des New Jersey Symphony Orchestra, ihr Vertrag läuft bis 2024. Darüber ist sie Erste Gastdirigentin des BBC National Orchestra & Chorus of Wales und wirkt seit 2020 in der gleichen Position beim Melbourne Symphony Orchestra, und ist Ehrendirigentin des Orchestra Sinfonica di Milano Giuseppe Verdi.
Gast-Engagements führten sie unter anderem zum London Symphony Orchestra, Concertgebouw-Orchester, Los Angeles Philharmonic, San Francisco Symphony und zum Hong Kong Philharmonic Orchestra.
Sie arbeitet außerdem auch regelmäßig mit Orchestern ihres Herkunftslandes wie dem Orchester des Chinesischen Nationaltheaters, den Chinesischen Philharmonikern und dem Guangzhou Symphony Orchestra. Sie führt außerdem auch Werke zeitgenössischer chinesischer Komponisten und Komponistinnen auf.
Für den Nachwuchs engagierte sie sich als Künstlerische Leiterin und Dirigentin des Nationalen Jugendorchesters der Niederlande (2010–2015), des Orchestra Giovanile Italiana und des European Union Youth Orchestra.
2023 wurde die CD „Letters for The Future“, eine Kooperation des Ensemble „Time for Three (TF3)“ und des Philadelphia Orchestra unter Leitung Xian Zhangs, mit zwei Grammys ausgezeichnet.

## Auszeichnungen
- Erster Preis der Maazel-Vilar Conductors’ Competition[11]
- Grammy für „Best Contemporary Classical Composition“ und „Best Classical Instrumental Solo“ für CD „Letters for The Future“. Interpreten: Philadelphia Orchestra, Xian Zhang (Dirigentin), Ensemble „Time for Three“.[12][13]